# Convair XC-99
El Convair XC-99, número de serie 43-52436, fue un prototipo de avión de carga pesado construido por Convair para la Fuerza Aérea de los Estados Unidos. Fue el mayor avión terrestre de transporte de motores de pistón jamás construido, y fue desarrollado desde el bombardero Convair B-36 Peacemaker, compartiendo sus alas y algunas otras estructuras con él. El primer vuelo fue realizado el 24 de noviembre de 1947 en San Diego (California), y tras las pruebas fue entregado a la Fuerza Aérea el 26 de mayo de 1949. El Convair Model 37 fue una planeada variante civil de pasajeros basada en el XC-99, pero no fue construida.

## Diseño y desarrollo
La capacidad de diseño del XC-99 era de 45 000 kg de carga o de 400 soldados totalmente equipados en sus dos cubiertas de carga. Una grúa de carga fue instalada para facilitar la misma. Los motores miraban hacia atrás en una configuración propulsora. 

### Planeada variante civil
El Convair Model 37 era un gran diseño civil de pasajeros derivado del XC-99, pero nunca fue construido. El Model 37 iba a tener las mismas proporciones que el XC-99; 55,63 m de longitud, 70 m de envergadura y un fuselaje de doble cubierta de gran capacidad. La proyectada carga de pasajeros iba a ser de 204 individuos, y el alcance efectivo sería de 6800 km. 
Pan American Airways ordenó 15 aviones para su servicio transatlántico. Sin embargo, el consumo de combustible y aceite de los seis motores radiales Wasp Major de 2600 kW (3500 hp) que propulsaban el XC-99 y B-36 significaban que el diseño no era económicamente viable, y los esperados motores turbohélice no se materializaron lo suficientemente rápido. El bajo número de pedidos no fue suficiente para iniciar la producción, y el proyecto fue abandonado. 

## Historia operacional

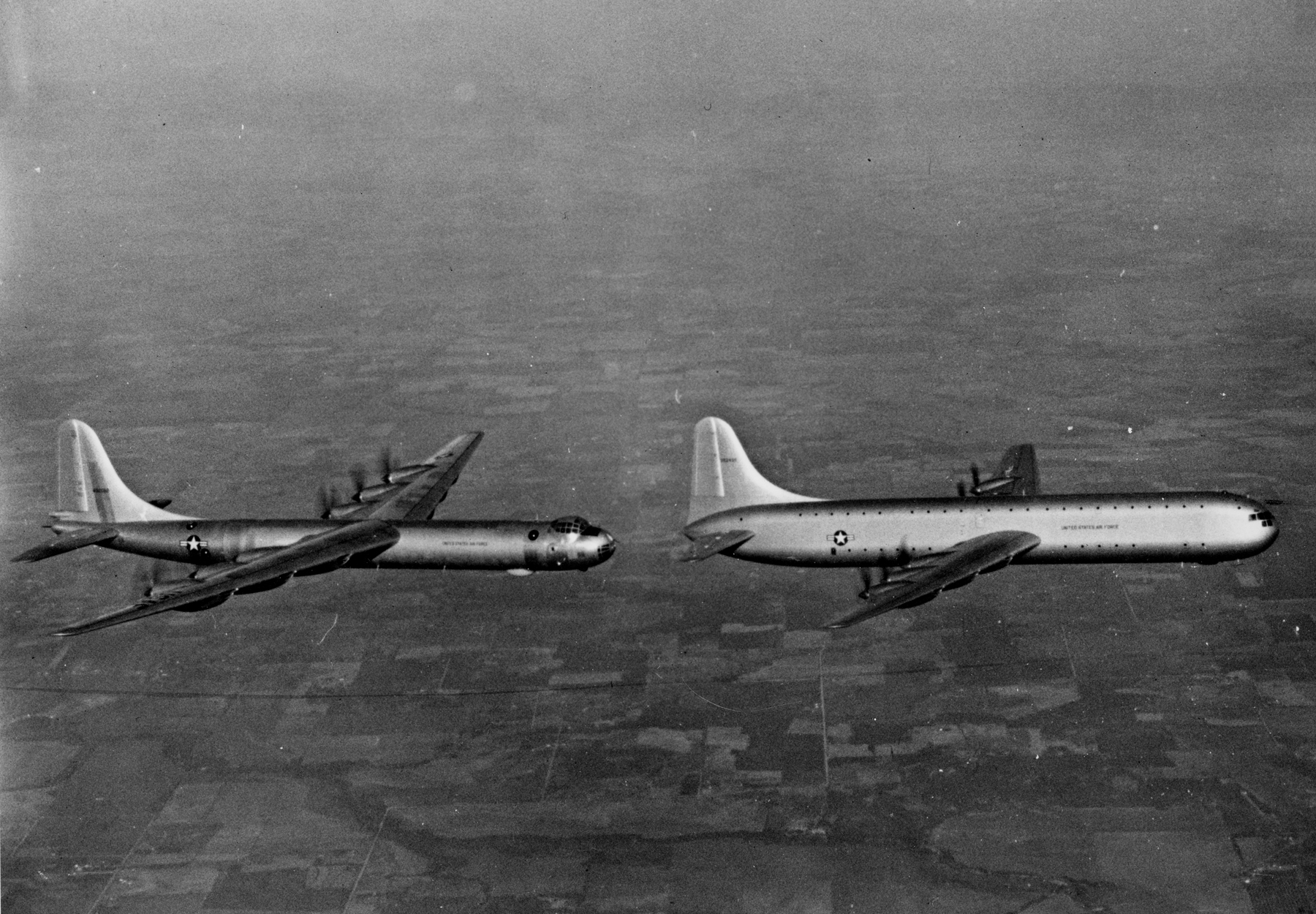
El XC-99 en vuelo con un B-36B.

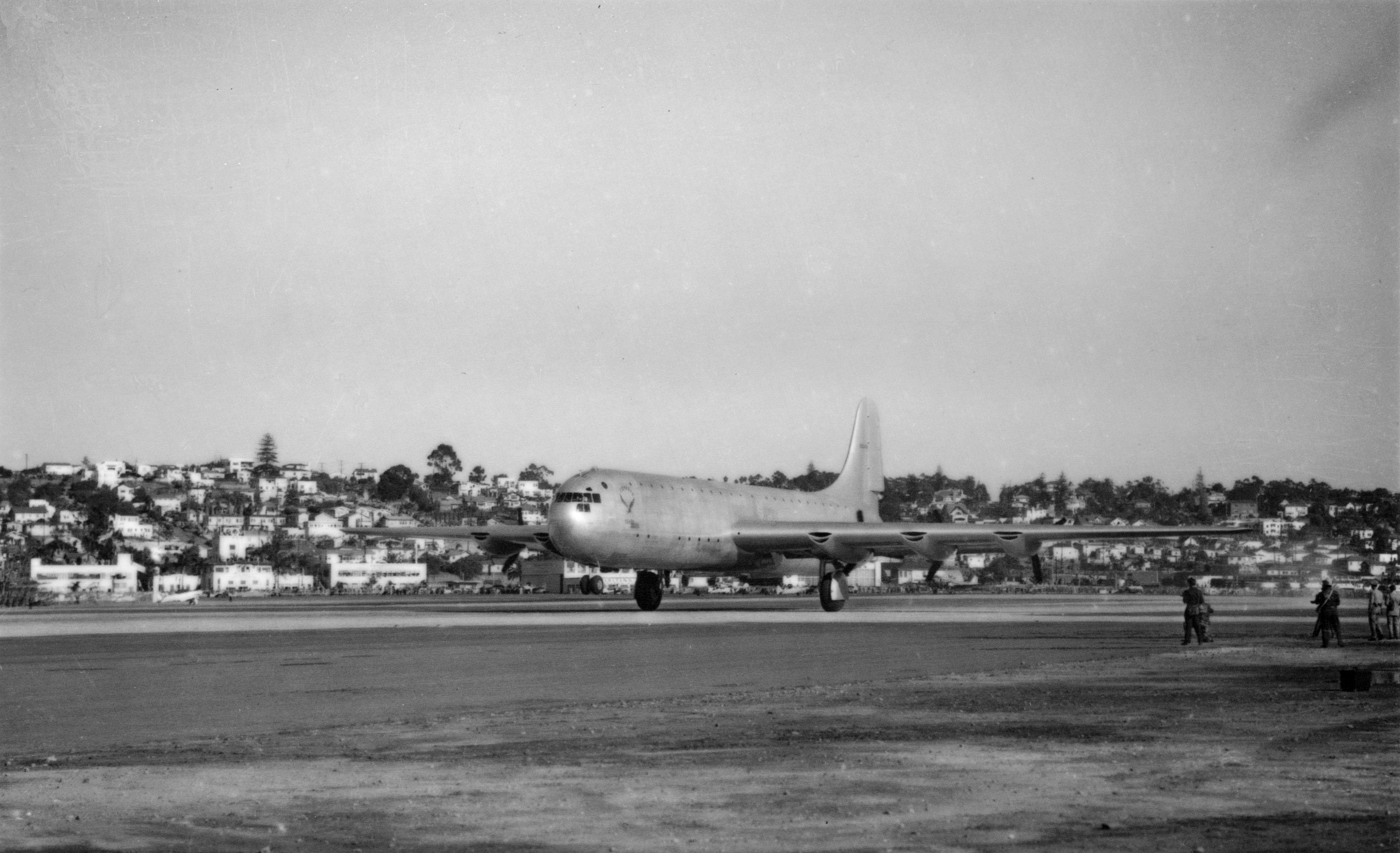
El XC-99 aterrizando durante las pruebas.

En julio de 1950, el XC-99 voló su primera misión de carga, la “Operación Elefante”. Transportó 45 983 kg de carga, incluyendo motores y hélices para el B-36, desde San Diego a la Base de la Fuerza Aérea Kelly en San Antonio (Texas), un récord que sería más tarde superado cuando llevó 47 200 kg desde un aeropuerto a 1500 metros de elevación. En agosto de 1953, el XC-99 realizaría su vuelo más largo, 19 000 km, hasta la Base Aérea Rhein-Main, Alemania, vía la Base de la Fuerza Aérea Kindley, Bermudas, y el aeródromo de Lajes en las Azores. Llevó más de 27 000 kg en cada tramo. Atraía mucha atención donde quiera que volara.
La Fuerza Aérea estadounidense determinó que no tenía la necesidad de un transporte grande y de largo recorrido en esa época, y no se ordenaron más. El único XC-99 sirvió hasta 1957, incluyendo un uso importante durante la Guerra de Corea. Realizó dos viajes semanales desde la Base de la Fuerza Aérea Kelly al depósito de aviones en la Base de la Fuerza Aérea McClellan, California, transportando suministros y piezas para los bombarderos B-36, mientras regresaba por otras bases o depósitos realizando recogidas y entregas por el camino. Durante su vida operacional, el XC-99 sumó más de 7400 horas de tiempo total, y transportó más de  27 000 toneladas métricas de carga. El avión realizó su último vuelo el 19 de marzo de 1957, aterrizando en la Base de la Fuerza Aérea Kelly, donde permanecería los siguientes 47 años. El entonces Museo de la Fuerza Aérea de los Estados Unidos en la Base de la Fuerza Aérea Wright-Patterson cerca de Dayton, Ohio, solicitó que el avión fuese volado para ser exhibido, pero la Fuerza Aérea lo rechazó debido al coste de 7400 dólares del vuelo.

### Retirada y exhibición

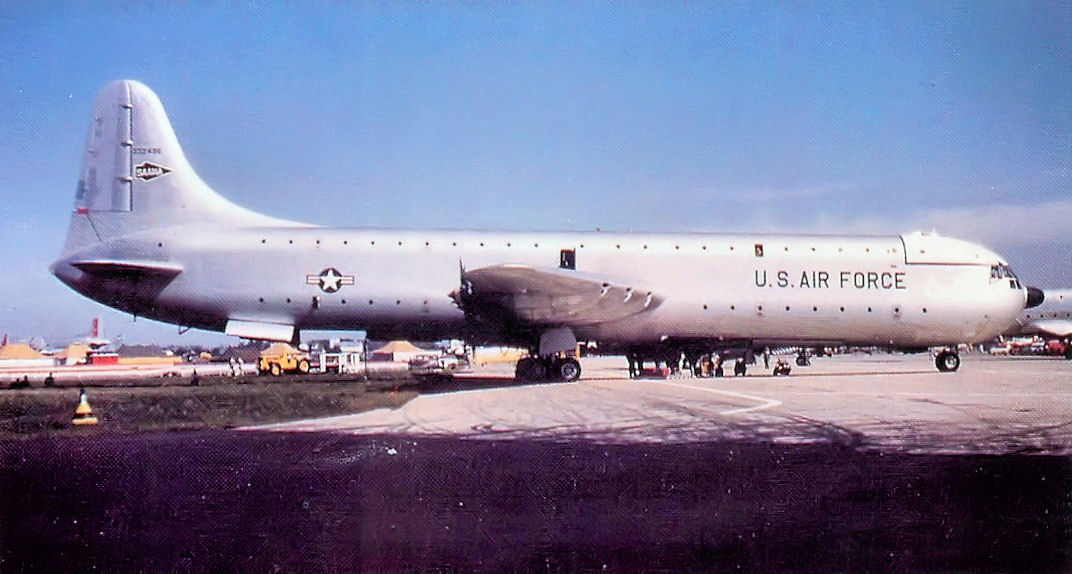
XC-99 en la Kelly AFB, Texas, mientras estuvo destacado en el 1700th Air Transport Group del Servicio de Transporte Aéreo Militar (MATS), 1954. Nótense las marcas de cola del San Antonio Air Materiel Area (SAAMA), lo que indicaba que el avión estaba asignado al Mando Aéreo de Material.

El avión fue puesto en exhibición en la Kelly AFB cerca de San Antonio, Texas, en 1957. El deterioro de la estructura, debido al alto contenido de magnesio, fue más allá de las habilidades locales para tratarlo. El avión fue más tarde trasladado a un campo de hierba cerca de la base, y en 1993 la USAF lo llevó de vuelta a la Kelly AFB. En 1995, dicha Base fue declarada próxima a su cierre por el programa de Realineación y Cierre de Bases (BRAC), aunque algunas partes permanecerían bajo control de la USAF, como el Kelly Field Annex junto a la Base de la Fuerza Aérea Lackland, por lo que se solicitó que se identificara una nueva localización para el XC-99. 
El despiece del avión comenzó en Kelly Field en abril de 2004, y la estructura fue transportada en piezas desde Kelly al Museo Nacional de la Fuerza Aérea de los Estados Unidos (NMUSAF) en la Wright-Patterson AFB. Por el verano de 2008, la transferencia fue completada y las partes estaban depositadas por fuera del museo. El avión había continuado sufriendo una corrosión adicional durante sus años en Texas, y se encontró que estaba en peores condiciones de lo esperado, siendo las tareas de restauración superiores a las capacidades del museo en una escala temporal realista. Algunos componentes principales, como los largueros de las alas, necesitarían ser reemplazados completamente. 
Los planes del Museo para la restauración y exhibición del XC-99 se exhiben en una urna con una maqueta a escala 1/72 realizada por el teniente coronel Howard T. Meek, de la USAF (Retirado).
En un esfuerzo por preservar el avión para una futura restauración, el XC-99 fue más tarde trasladado a la instalación de almacenaje del 309th Aerospace Maintenance and Regeneration Group (309 AMARG) en la Base de la Fuerza Aérea Davis-Monthan, en Tucson, Arizona, donde permanecería en un área que contiene otros aviones que pertenecen al NMUSAF hasta que el museo fuera capaz de restaurarlo. En 2014, el teniente general John L. Hudson de la USAF (Retirado), director del NMUSAF, declaró que no habría suficientes recursos para la restauración en un futuro previsible.

## Variantes
Consolidated Model 37
Designación original del modelo de la empresa Consolidated.
Convair XC-99
Prototipo de transporte pesado de seis motores, uno construido.
Convair Model 37
Variante civil del XC-99, no construida.

## Operadores
Estados Unidos
- Fuerza Aérea de los Estados Unidos

## Supervivientes
El XC-99, número de serie 43-52436, es parte de la colección del Museo Nacional de las Fuerzas Aéreas de los Estados Unidos en la Wright-Patterson AFB. El avión fue despiezado en la Kelly AFB, Texas, y sus secciones fueron transportadas al NMUSAF para su preservación anticorrosión y reensamblaje. Posteriormente fue transportado, en el verano de 2012, a la Davis-Monthan AFB y está almacenado en el Área 20 del complejo del 309 AMARG, el llamado “Cementerio”, pendiente de recursos financieros suficientes para restaurar el avión y devolverlo al NMUSAF para su exhibición.

## Especificaciones (XC-99)

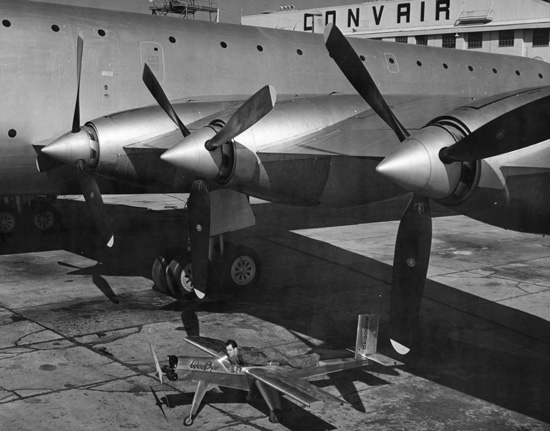
El XC-99 con el Beecraft Wee Bee, anunciado como el avión más pequeño del mundo.

Referencia datos: General Dynamics Aircraft and their Predecessors

### Características generales
- Tripulación: Cinco de servicio (más cinco de reserva)
- Capacidad: 400 pasajeros
- Carga: 45 000 kg
- Longitud: 55,6 m (182,5 ft)
- Envergadura: 70,1 m (230,1 ft)
- Altura: 17,5 m (57,5 ft)
- Superficie alar: 443,5 m² (4773,9 ft²)
- Peso vacío: 61 469 kg (135 477,7 lb)
- Peso cargado: 120 455 kg (265 482,8 lb)
- Peso máximo al despegue: 145 455 kg (320 582,8 lb)
- Planta motriz: 6× motor radial de 28 cilindros en cuatro filas refrigerado por aire Pratt & Whitney R-4360-41 Wasp Major.
  - Potencia: 2611 kW (3600 HP; 3551 CV) cada uno.

### Rendimiento
- Velocidad máxima operativa (Vno): 494 km/h (307 MPH; 267 kt)
- Velocidad crucero (Vc): 386,2 km/h (240 MPH; 209 kt)
- Alcance: 13 041 km (7042 nmi; 8103 mi)
- Techo de vuelo: 9150 m (30 020 ft) )

## Aeronaves relacionadas

### Desarrollos relacionados
- Convair B-36 Peacemaker

### Aeronaves similares
- Lockheed R6V Constitution
- Bristol Brabazon
- Saunders-Roe Princess

### Secuencias de designación
- Secuencia Numérica (interna de Cosolidated): ← 33 - 34 - 36 - 37 - 39 - 40
- Secuencia Numérica (interna de Convair): ← 27 - 30 - 31 - 37 - 48 - 240 - 300 →
- Secuencia C-_ (Aviones de Carga del USAAC/USAAF/USAF, 1924-1962): ← C-96 - C-97/KC-97 - C-98 - C-99 - C-100 - C-101 - C-102 →